# Кингс-Хайвей (линия Калвер, Ай-эн-ди)
|   |   |   |   |   |   |   |
| · | · | · | · | · | · | · |

|   |   |   |   |   |   |   |
| · | · | · | · | · | · | · |

«Кингс-Хайвей» (англ. Kings Highway) — станция Нью-Йоркского метрополитена, расположенная на линии Калвер, Ай-эн-ди. Станция находится в Бруклине, в округах Мидвуд и Грэйвсэнд, на пересечении Кингс Хайвэй с Макдональд авеню. На станции останавливаются маршруты F (круглосуточно) и <F> (в часы пик в пиковом направлении).

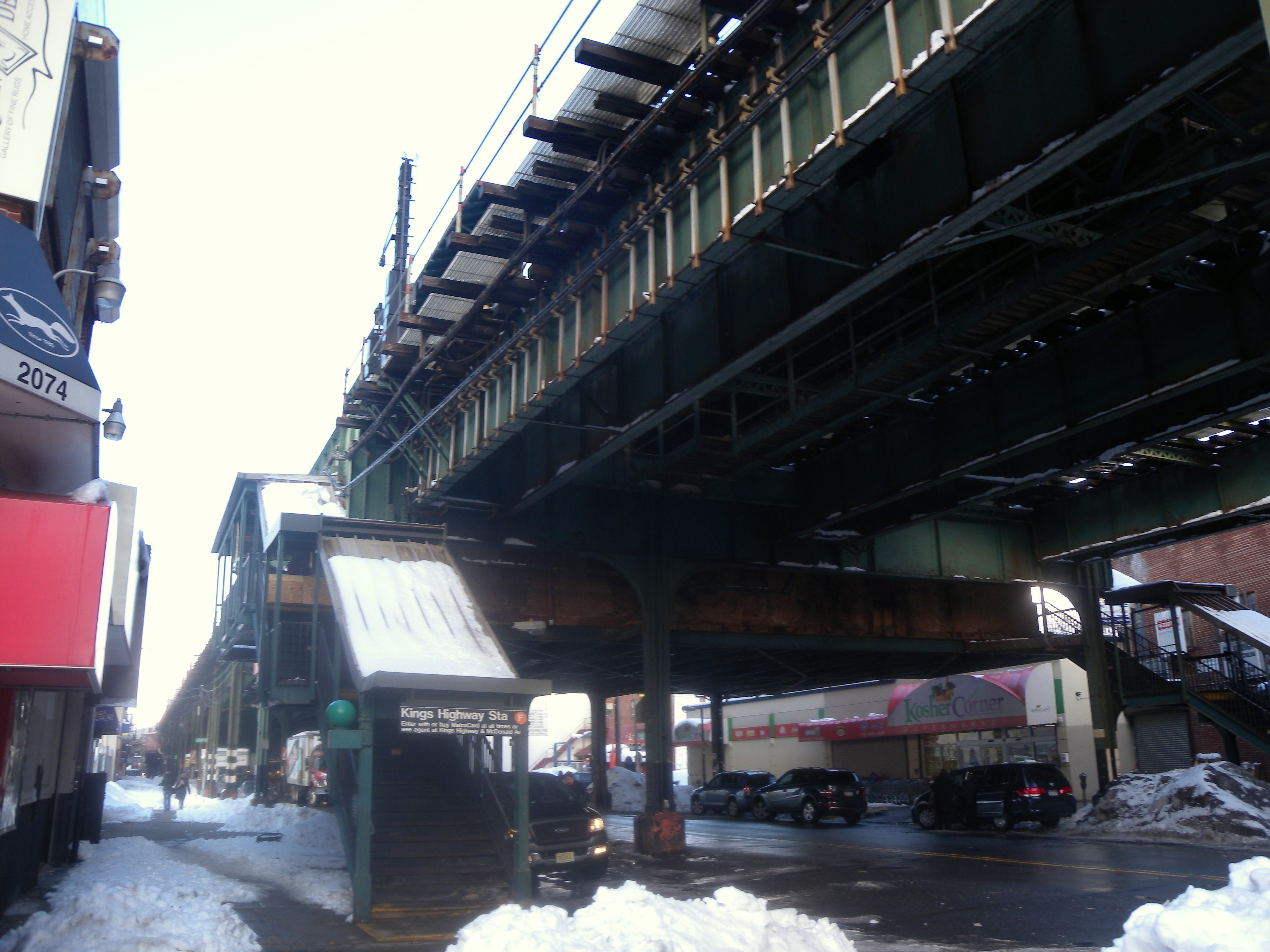
Южный выход

Станция расположена на трёхпутном участке линии и представлена двумя островными платформами. Центральный экспресс-путь используется только для оборота час-пиковых поездов, которые не идут до Кони-Айленд — Стилуэлл-авеню и заканчивают маршрут здесь. Об этом свидетельствуют знаки на станции, показывающие, что некоторые поезда отправляются с центрального пути. Станция обладает навесом на всём протяжении платформ.
Это самая южная экспресс-станция на линии. Тем не менее к югу от станции центральный экспресс-путь продолжается. Сразу после станции есть съезды на оба внешних пути. Следующие съезды с центрального пути расположены между Авеню Ю и Авеню Экс, после чего путь ответвляется от линии и ведёт в метродепо «Кони-Айленд».
Станция имеет два выхода. Каждый из них представлен эстакадным мезонином под платформами, где расположен турникетный павильон и многочисленными лестницами. Между платформами существует бесплатный проход (через любой мезонин). Оба выхода работают круглосуточно. Основной выход, расположенный в северной части платформ, приводит к южным углам перекрёстка Кингс Хайвэй с Макдональд авеню. Второй выход представлен только полноростовыми турникетами и приводит к северным углам перекрёстка Макдональд авеню с Авеню Эс.